# Halle Open 2018
L'Halle Open 2018, conosciuto anche come Gerry Weber Open per motivi di sponsorizzazione, è stato un torneo di tennis giocato sull'erba. È stata la 26ª edizione dell'Halle Open facente della categoria ATP Tour 500 nell'ambito dell'ATP World Tour 2018. Si è giocato al Gerry Weber Stadion di Halle, in Germania, dal 18 al 24 giugno 2018.

## Partecipanti

### Singolare

#### Testa di serie
| Nazionalità | Giocatore             | Ranking* | Testa di serie |
| ----------- | --------------------- | -------- | -------------- |
| Svizzera    | Roger Federer         | 1        | 1              |
| Germania    | Alexander Zverev      | 3        | 2              |
| Austria     | Dominic Thiem         | 7        | 3              |
| Spagna      | Roberto Bautista Agut | 16       | 4              |
| Francia     | Lucas Pouille         | 17       | 5              |
| Germania    | Philipp Kohlschreiber | 22       | 6              |
| Giappone    | Kei Nishikori         | 26       | 7              |
| Francia     | Richard Gasquet       | 30       | 8              |

* Ranking al 18 giugno 2018.

#### Altri partecipanti
I seguenti giocatori hanno ricevuto una wild card per il tabellone principale:
- Maximilian Marterer
- Florian Mayer
- Rudolf Molleker

Il seguente giocatore è entrato in tabellone come special exempt
- Matthew Ebden

I seguenti giocatori sono passati dalle qualificazioni:

- Matthias Bachinger
- Denis Kudla
- Lukáš Lacko
- Michail Južnyj

Il seguente giocatore è entrato in tabellone come lucky loser:
- Nikoloz Basilašvili
- Matteo Berrettini

### Ritiri
Prima del torneo
- Peter Gojowczyk → sostituito  Nikoloz Basilašvili
- Chung Hyeon → sostituito  Jan-Lennard Struff
- John Isner → sostituito  Márton Fucsovics
- Albert Ramos Viñolas → sostituito  Matteo Berrettini
- Andrej Rublëv → sostituito  Malek Jaziri

Durante il torneo
- Roberto Bautista Agut
- Márton Fucsovics

### Doppio

#### Teste di serie
| Nazionalità | Giocatore            | Nazionalità | Giocatore         | Ranking* | Testa di serie |
| ----------- | -------------------- | ----------- | ----------------- | -------- | -------------- |
| Polonia     | Łukasz Kubot         | Brasile     | Marcelo Melo      | 7        | 1              |
| Croazia     | Nikola Mektić        | Austria     | Alexander Peya    | 38       | 2              |
| Pakistan    | Aisam-ul-Haq Qureshi | Paesi Bassi | Jean-Julien Rojer | 43       | 3              |
| Croazia     | Ivan Dodig           | Stati Uniti | Rajeev Ram        | 46       | 4              |

* Ranking al 11 giugno 2018.

### Altri partecipanti
Le seguenti coppie hanno ricevuto una wild card per il tabellone principale:
- Philipp Kohlschreiber /  Philipp Petzschner
- Jan-Lennard Struff /  Tim Pütz

La seguente coppia è passata dalle qualificazioni:

- Jonathan Erlich /  Nicholas Monroe

## Campioni

### Singolare
Borna Ćorić ha sconfitto in finale  Roger Federer con il punteggio di 7–6(6), 3–6, 6–2.
- È il secondo titolo in carriera per Ćorić, il primo della stagione.

### Doppio
Łukasz Kubot /  Marcelo Melo hanno sconfitto in finale  Alexander Zverev /  Miša Zverev con il punteggio di 7–6(1), 6–4.